# NGC 6561
NGC 6561 – gromada otwarta znajdująca się w gwiazdozbiorze Strzelca. Odkrył ją William Herschel 27 czerwca 1786 roku. Jest położona w odległości ok. 11,1 tys. lat świetlnych od Słońca.